# Eugenio Malossi
Eugenio Malossi, (1885/1930)  nascido em Avellino, Itália, surdo-cego aos dois anos em decorrência de meningite, foi educado em Itália, por um professor que lhe ensinou artesanato e mecânica. Aprendeu ainda vários idiomas e o sistema braile, o que lhe possibilitou ler obras de mecânica de diversos autores estrangeiros.
Ainda adolescente produzia, no seu atelier, os mais variados trabalhos de artesanato.
Aos 40 anos, foi nomeado professor de mecânica do "Instituto Paolo Colosimo", em Nápoles.